# Meershovenmolen
De Meershovenmolen was een watermolen op de Demer, gelegen aan Meershoven 2, direct ten oosten van de kern van Bilzen.
Deze onderslagmolen fungeerde als oliemolen.
De molen werd omstreeks 1630 gebouwd. In 1775 werd het tegenwoordige molenaarshuis gebouwd en in 1840 werd de molen omgebouwd tot korenmolen.
In 1963 werd het molenhuis gesloopt en werd vervangen door een garage, maar het molenaarshuis bleef bestaan en werd in 2010 op de lijst van bouwkundig erfgoed geplaatst. Ook kwam er een vistrap bij de molen.

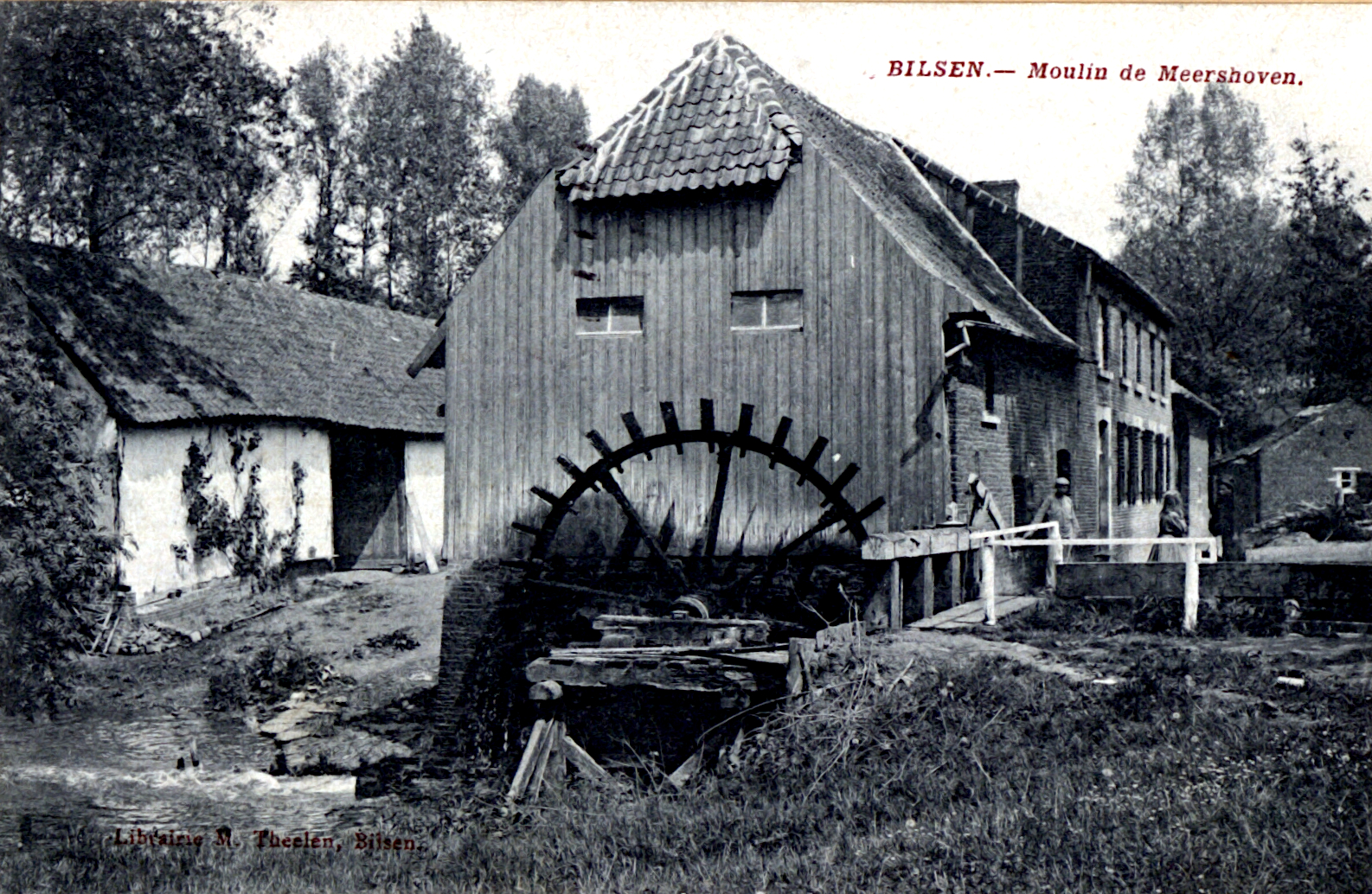
Meershovenmolen in het verleden

- Inventaris van het Bouwkundig Erfgoed (Vlaanderen): 563